# Dyscritothamnus
Dyscritothamnus es un género de plantas con flores, perteneciente a la familia  Asteraceae. Comprende 3 especies descritas y de estas, solo 2 aceptadas.

## Taxonomía
El género fue descrito por Benjamin Lincoln Robinson y publicado en Contributions from the Gray Herbarium of Harvard University 65: 25, f. 1. 1922. La especie tipo es: Dyscritothamnus filifolius B.L.Rob.	

## Especies aceptadas
A continuación se brinda un listado de las especies del género Dyscritothamnus aceptadas hasta julio de 2012, ordenadas alfabéticamente. Para cada una se indica el nombre binomial seguido del autor, abreviado según las convenciones y usos.
- Dyscritothamnus filifolius B.L.Rob.
- Dyscritothamnus mirandae Paray